# Comuna de Łomianki
Łomianki (polaco: Gmina Łomianki) é uma gminy (comuna) na Polónia, na voivodia de Mazóvia e no condado de Warszawski zachodni. A sede do condado é a cidade de Łomianki.
De acordo com os censos de 2004, a comuna tem 21 259 habitantes, com uma densidade 558,6 hab/km².

## Área
Estende-se por uma área de 38,06 km², incluindo:
- área agricola: 51%
- área florestal: 16%

## Demografia
Dados de 30 de Junho 2004:
|                      | Total   | Total | Mulheres | Mulheres | Homens  | Homens |
| -------------------- | ------- | ----- | -------- | -------- | ------- | ------ |
|                      | pessoas | %     | pessoas  | %        | pessoas | %      |
| População            | 21 259  | 100   | 10 952   | 51,5     | 10 307  | 48,5   |
| Densidade (pop./km²) | 558,6   | 100   | 287,8    | 287,8    | 270,8   | 270,8  |

De acordo com dados de 2002, o rendimento médio per capita ascendia a 1689,05 zł.
Czosnów, Izabelin, Jabłonna, Warszawa